# George Bellamy
 (janvier 2017).
Si vous disposez d'ouvrages ou d'articles de référence ou si vous connaissez des sites web de qualité traitant du thème abordé ici, merci de compléter l'article en donnant les références utiles à sa vérifiabilité et en les liant à la section « Notes et références ».
Pour les articles homonymes, voir Bellamy.
George Bellamy est né le 8 octobre 1941, à Sunderland en Angleterre. Il était le guitariste du groupe The Tornados, et il est le père de Matthew Bellamy du groupe Muse.

## Histoire
Bellamy a fortement encouragé son fils Matthew à apprendre et à jouer du piano en lui faisant écouter les œuvres de Ray Charles.
Bellamy faisait partie d'un duo avec Alan Klein puis entre dans le groupe The Tornados dans les années 1960 après avoir fait une audition pour le groupe de Joe Meek. Il a composé la chanson "Ridin' The Wind" pour son groupe.
Après avoir quitté les Tornados, il a eu une carrière solo mais n'a jamais eu de succès pour sa musique.
À la fin des années 1990 et au début des années 2000, il joue dans un petit groupe local, Rough Terrain, faisant de petits concerts au Royaume-Uni. Il travaillait en tant que plombier à Plymouth et est actuellement à la retraite, en Espagne, à La Jana.

## Note
1. ↑  Colin Larkin, The Encyclopedia of Popular Music, Omnibus Press, 2007 (réimpr. 2011), 1600 p. (ISBN 978-0-85712-595-8, lire en ligne), « The Tornados ».